# Kwanza-Sud
Kwanza-Sud és una província d'Angola. Té una superfície de 55.660 km² i una població aproximada de 1.793.787 habitants (2014). La seva capital és Sumbe.

## Geografia
El riu Cuanza atravessa la província de Kwanza-Sud.

## Història
Aquesta província la va fundar el 1769 a la desembocadura del riu Ngunza pel Governador General d'Angola, D. Francisco Inocêncio de Sousa Coutinho.

## Llengües
- Bolo
- Sama

## Divisió administrativa
A la província de Kwanza-Sud hi ha els següents municipis:
- Amboim
- Cassongue
- Conda
- Ebo
- Libolo
- Mussende
- Porto Amboim
- Quilenda
- Quibala
- Seles
- Sumbe
- Waku-Kungo